# Дентцель, Жан Кретьен Луи

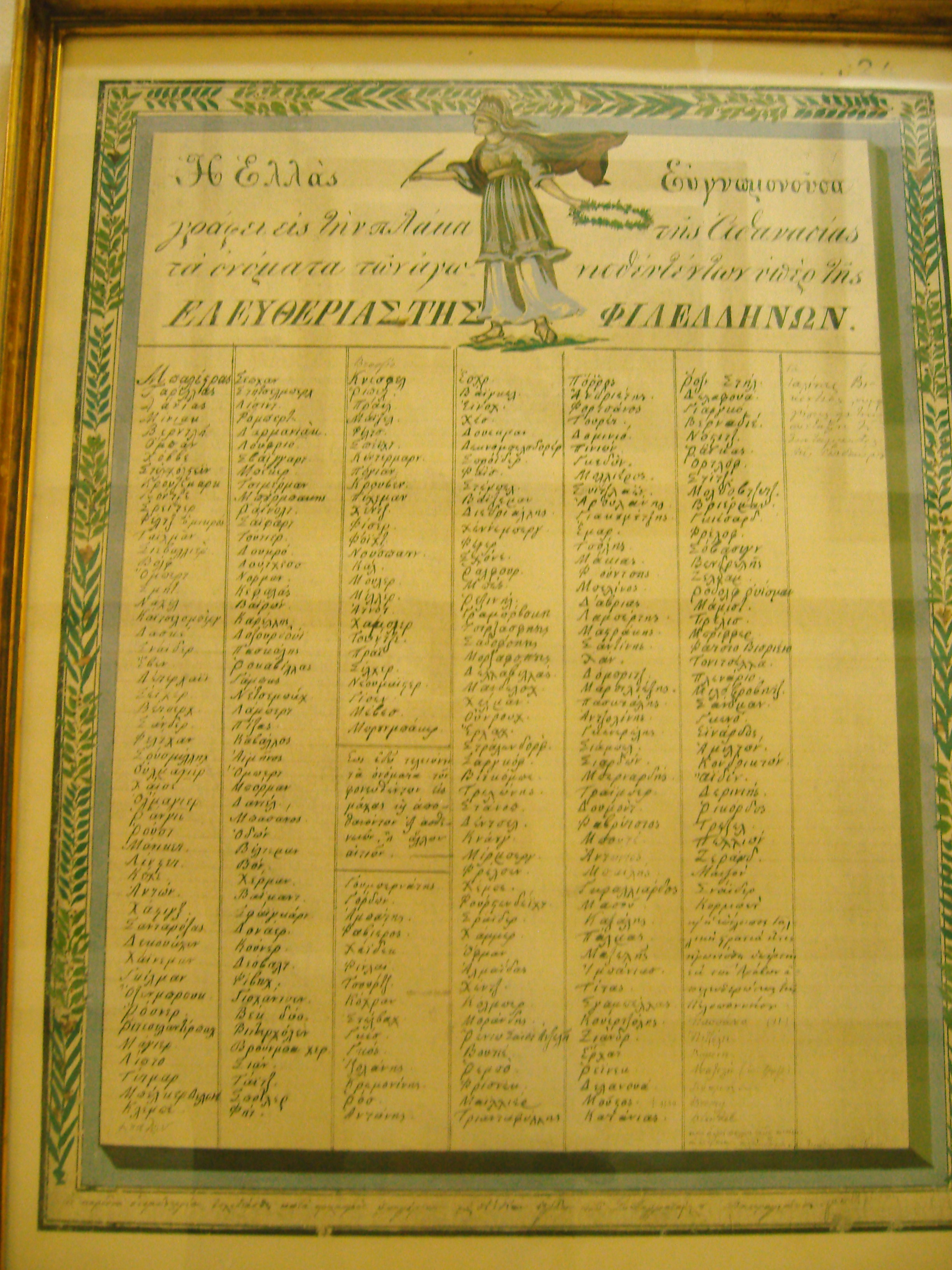
Благодарная Греция - Список филэллинов — участников Освободительной войны Греции; Национальный исторический музей Греции. Имя Дентцеля (Δέντσελ) в середине четвёртой колонки

Барон Жан Кретьен Луи Дентцель (фр. Jean-Chrétien Louis Dentzel, 6 мая 1786 Ландау; - 3 сентября 1829 Воница, Греция) – французский офицер, участник 
Наполеоновских и Пиренейских войн. 
Революционер и Филэллин, участник Освободительной войны Греции на её завершающем этапе. 
Генерал-майор греческой армии.

## Семья

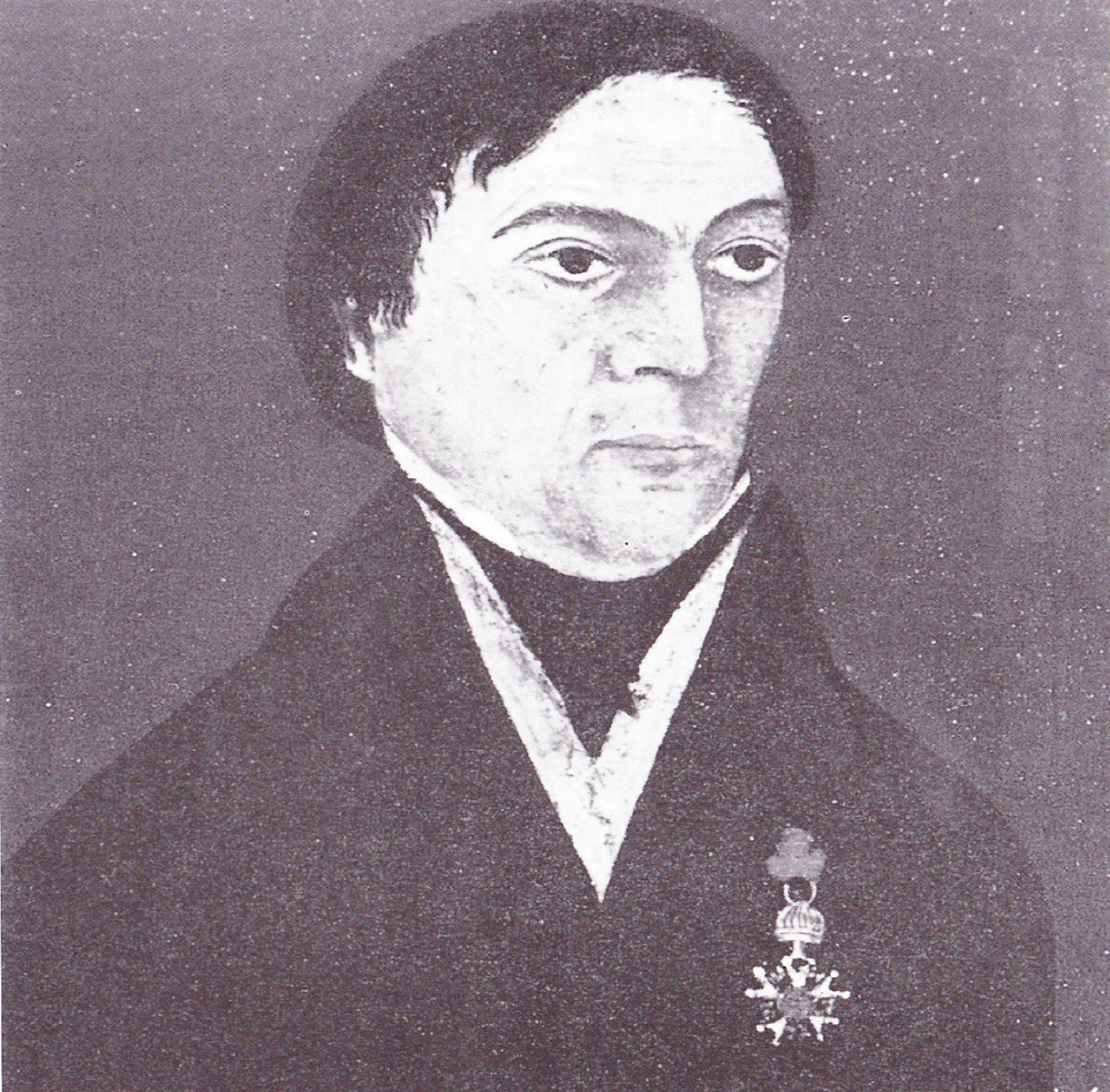
Барон Georg Friedrich Dentzel – отец Луи Дентцеля

Барон Луи Дентцель был немецкого происхождения, родился в Ландау, был восьмым ребёнком в семье Георга Фридриха Дентцеля (Georg Friedrich Dentzel) и Сибилы Лауры Вольф (Sibille Laure Wolff).
Отец был первоначально пастором, впоследствии стал известным французским офицером, принял участие в Войне за независимость США.
Племянником Дентцеля был барон Осман, Жорж Эжен, видный французский государственный деятель и градостроитель, чьим именем названа одна из центральных улиц Парижа.

## Военная карьера
В период 1804 -1805 годов Дентцель учился в военном училище в Фонтенбло, которое окончил 21 сентября 1805 года (в возрасте 19 лет) в звании младшего лейтенанта кавалерии.
В качестве французского офицера в период 1805 - 1807 годов принял участие в войнах Третьей и Четвёртой коалиций. 
В период 1809 – 1812 годов он принял участие в наполеоновских войнах, включая Пиренейские войны. 
Служил в 6-м гусарском полку. 
Отмечено его участие в военных действиях в Австрии (1805), Пруссии (1806), Польше (1807), Испании (1811), России (1812). 
Был трижды ранен. 
В 1814 году, в конце правления Наполеона Бонапарта он имел звание подполковника кавалерии.
В битве при Ватерлоо о находился при штабе Наполеона и воевал вместе со своим отцом.
Был награждён Орденом Почётного легиона (chevaliers) 24 апреля 1812 года, Орденом Святого Людовика 28 октября 1814 года, Орденом Почётного легиона (officiers) 2 ноября 1814 года.
С Реставрацией Бурбонов, в отличие от своего отца, он фактически был уволен с военной службы, поскольку ему было назначено Половинное жалование, без назначения в полк.

## Революционер
Будучи сторонником республиканского правления, Дентцель, вместе со своим другом Шарлем Фавье, стал членом тайного общества карбонариев, вызвал подозрение прокурора в причастности к т.н. “заговору французского базара” 19 августа 1820 года, что однако не было доказано. 
Революционная деятельность Детцена и Фавье получила известность во Франции, приняв легендарный характер. Они даже стали героями изданного в 1822 году во Франции романа. 
В том же 1822 году Дентцель был приговорён к 4 месяцам тюрьмы за очередной заговор. После чего он был официально и окончательно демобилизован из французской армии в звании полковника. 
Не имея возможности продолжить военную карьеру, он уехал в Франкфурт и вернулся во Францию лишь в 1824 году.

## В Греции
Будучи революционером и филэллином, Дентцель с энтузиазмом воспринял известие о начале Освободительной войны греков и был морально готов отправиться в Грецию, чтобы принять участие в войне и помочь своему другу Фавье, который с 1824 года воевал в Греции и прилагал усилия по созданию регулярной армии. 
По разным объективным причинам, отъезд Дентцеля в Грецию состоялся несколько лет спустя. 
Не проинформировав свою семью, в результате чего он был сочтён мёртвым, через находившуюся под британским контролем Керкиру, Дентцель прибыл в сражающуюся Грецию в конце 1827 года (по другим сведениям в конце 1826 года). 
В любом случае его активное участие в военных действиях отмечено с февраля 1828 года.
Историография Освободительной войны Греции отмечает ещё одного Дентцеля, который действовал в тот же период и в том же регионе (Западная Средняя Греция), но перепутать его с полковником кавалерии Луи Дентцелем трудно – поскольку речь идёт о морском офицере, который в качестве капитана корабля воевал под командованием английского филэллина Фрэнка Гастингса.

## Военная и геополитическая обстановка
Хотя Освободительная война греков находилась на её завершающем этапе, военная и геополитическая обстановка в которой Дентцелю пришлось действовать (и отличиться) была чрезвычайно сложной. 
Греческая революция нарушила статус установленный Священным союзом, выстояла в многолетней борьбе против Османской империи и её вассалов, но продолжающаяся война на юге Балканского полуострова и в Архипелаге, а также действия греческих повстанцев вплоть до Бейрута и греческого флота вплоть до Александрии создали серьёзные проблемы коммерции и мореплаванию. 
К тому же продолжающаяся война способствовала пиратству, в котором, как пишет П. Паспалиарис, «по слухам, в той или иной мере была замешана четверть голодающего греческого населения» .
Не сумев предотвратить Греческую революцию, Великие державы стали ориентироваться на создание маленького автономного греческого государства, подобного Дунайским княжествам. 
При этом границы этого государства не должны были выходить за пределы полуострова Пелопоннес. Особенно усердной в этом вопросе была Британская империя. 
Посланные в регион для принуждения к миру, а не для поддержки греческих повстанцев, одновременно с Наваринским сражением, “достойного сожаления несчастным случаем” как британская дипломатия именовала его в своих извинениях султану:Г-422  эскадры “Великих держав” препятствовали греческим операциям на Хиосе и Крите. 
Шарль Фавье, не сумевший в короткий срок взять крепость Хиоса, после получения письменного демарша английского, французского и российского адмиралов, был вынужден эвакуировать свой экспедиционный корпус с острова:Δ-406. 
Аналогично посланный на Пелопоннес французский корпус генерала Мезона имел единственную задачу проконтролировать эвакуацию египетской армии Ибрагима-паши.
Всякая мысль о выходе армии Мезона за пределы Пелопоннеса пресекалась британской дипломатией:Δ-100. 
На момент прибытия И. Каподистрии в страну, Средняя Греция вновь перешла под османский контроль и её освобождение стало одной из основных военно-политических задач Каподистрии, с тем чтобы поставить европейскую дипломатию перед свершившимся фактом.

## Командуя армией на западе Средней Греции
Реальная служба Дентцеля в Греции началась с февраля 1828 года, когда он прибыл в греческий лагерь в Драгаместо (Этолия и Акарнания), в распоряжение англичанина генерала Р. Чёрча. 
Чёрч только номинально ещё оставался командующим греческой армии, титул предоставленный ему при получении Грецией британского займа, как и аналогичный титул командующего флотом предоставленный Т. Кохрейну. 
Но после прибытия Каподистрии, Чёрч фактически был ограничен  командованием “армии” Западной Средней Греции. 
Как пишет Д. Фотиадис, Чёрч мало чего достиг к этому времени:Δ-100. 
Современный английский историк Вильям Сен Клер также пишет что Чёрч добился некоторых успехов на северо-западе, но его репутация как генерала, неуклонно падала (Church had some success in the north-west but his reputation as a general steadily diminished).
В звании бригадного генерала, Дентцель был назначен начальником штаба армии Западной Средней Греции.
14/26 апреля 1828 года Россия объявила туркам войну, что согласно Каподистрии стало «гарантией исполнения наших надежд».
Одновременно, 30 мая Россия предоставила Греции заём:Δ-413, который Каподистрия использовал для отвоевания Средней Греции.
Это вызвало возмущение британской дипломатии, которая заявила что отвлекая силы осман Каподистрия продолжает работать на Россию:Δ-81.
В июне 1828 года И. Каподистрия предпринял инспекционную поездку в Западную Среднюю Грецию на борту британского двухпалубного корабля “Warspite”, сделав остановку на британском Закинфе, где встретился с адмиралом Кодрингтоном. 
Адмирал выслушал пожелание ускорить эвакуацию войск Ибрагима-паши с Пелопоннеса, но заметил что инспекционная поездка Каподистрии на борту британского корабля нежелательна. 
Д. Фотиадис пишет, что Каподистрия правильно воспринял демарш как неприятие англичанами планов касательно Средней Греции. 
К тому же, как пишет Д. Фотиадис, Каподистрия не сильно симпатизировал англичанам. Секретарь Каподистрии, Драгумис, свидетельствует, что на Закинфе, показывая на английских солдат, Каподистрия заявлял ему: “видишь тех в красных мундирах ? Это турки”:Δ-101. 
В конечном итоге Каподистрия прибыл в Митикас (запад Средней Греции) на русском флагмане «Азов». Встретившись с Чёрчем он первым делом сделал ему замечание, что тот провоцирует греков с их истлевшими одеждами, своей вышитой золотом одежде:Δ-101.
Каподистрия остался в греческом лагере 4 дня, повторяя офицерам что политическая необходимость требует скорейшего освобождения Западной Средней Греции:Δ-101.
В октябре и несмотря на протесты англичан, Димитрий Ипсиланти которому Каподистрия дал немыслимое до того для греческих повстанцев звание маршала, звание более высокое нежели номинального командующего армией генерала Чёрча, начал кампанию по освобождению Восточной Средней Греции:Δ-107.
Дентцель оставил лагерь и во главе отряда повстанцев перешёл в центральную Среднюю Грецию, где соединился с силами К. Дзавеласа, образовав таким образом корпус в 4 тысячи бойцов. 
Силы Дзавеласа – Дентцеля осадили город Карпениси, в который кроме турецкого гарнизона успели войти 1700 албанцев. Число осаждённых таким образом достигло 4500 человек:Δ-108.

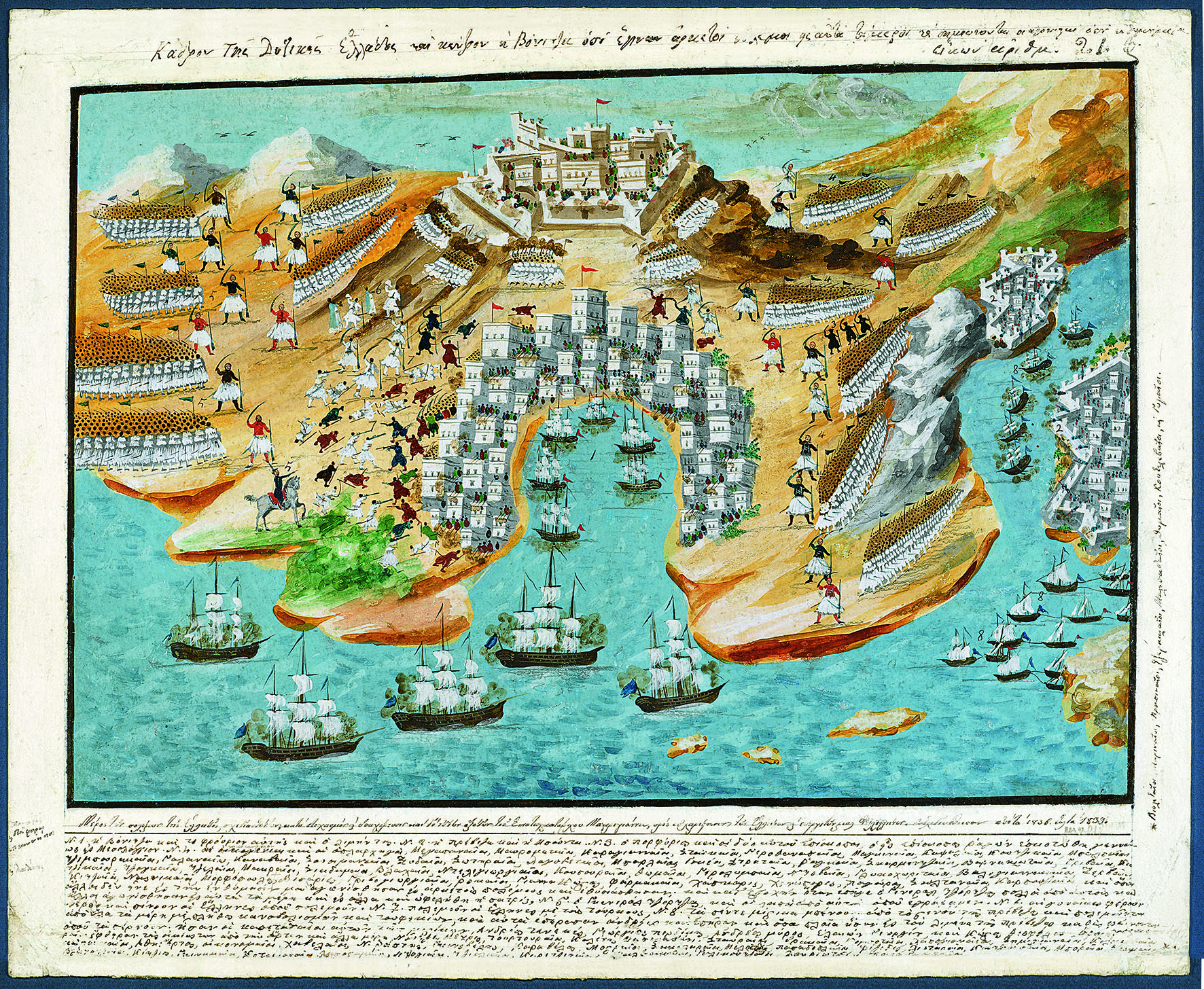
Зографос, Панайотис – Символическая и собирательная картина Военных действий в Западной Средней Греции и взятия Воницы

В декабре, при поддержке кораблей с малой осадкой, армия Западной Средней Греции заняла город Воницу. Турки запёрлись в крепости и сдались 5 марта 1829 года :Δ-108.
10 марта 1829 года, К. Дзавелас осадил прибрежную крепость Антирио.
После того как к крепости подошли греческие корабли, албанский гарнизон крепости сдался и, получив «бесу» (греко-албанское слово чести) был перевезён на греческих кораблях в Авлону:Δ-112.
15 марта Дзавеласа осадил Навпакт, который турки сдали 17 апреля.
После чего 2 мая решил сдаться турецкий гарнизон города и крепости Месолонгиона. Турки игнорировали прибытие британского фрегата «Мадагаскар», пытавшегося прервать сдачу и не стали отменять своего решения:Δ-114.
Следуя букве Лондонского протокола 10/22 марта 1828 года, англичане требовали чтобы греческие войска вернулись на Пелопоннес
Их дипломатический демарш был подкреплён протоколом “Великих держав” принятым сразу после начала кампании греческих сил в Средней Греции 4/16 ноября 1828 года, который вновь ограничивал будущие границы греческого государства Пелопоннесом:Δ-120.
Позиция Чёрча была шаткой. 24 июня Каподистрия поручил Дентцелю командование армией Западной Греции и повысил его в звание генерал-майора. 
“Армия” Дентцеля была значительно меньше армии Восточной Средней Греции и не превышала 3500 человек. 
Дентцель поэтапно и методически укрепил греческие позиции и одну за другой освобождал греческие сёла региона. Его отношения с местным населением были отличными, он восстановил инстит старейшин в регионе и обеспечил возвращение под греческую администрацию военачальников заявивших ранее о своём признании османских властей. За короткий промежуток времени и в ходе непрерывных боёв с турками ему удалось освободить почти всю западную Среднюю Грецию.
Он приложил большие усилия чтобы уменьшить мошенничество в армии. 
С этой целью он сделал Каподистрии ряд предложений, как то выдача персональных книжек каждому рядовому и офицеру, в качестве идентификационной карточки и индивидуального реестра. 
Кроме того, «вероятно по его предложению» на западе Средней Греции был создан корпус жандармерии.
Он питал чувства огромной любви к грекам, проявлял понимание и готовность вести дела дипломатично. 
Показательно как относился к своим друзьям, как например к военачальнику Рангосу, который служил под его началом: «Ваш брат генерал Дендзелос (Δέντζελος)». 
В начале 1829 года он запросил греческое гражданство. 
Его отличные отношения с греческими солдатами сыграли огромную роль в ходе армейского мятежа на западе Средней Греции, вызванного многомесячной неуплатой жалованья. 
Он напомнил мятежникам оставлявшим свои позиции, что по причине их действий Греция потеряет территории а население свободу, и призвал их осознать свою ответственность перед Отечеством и Богом. Восстановив порядок на северных рубежах, он сорвал планы турок Арты вторгнуться в западную Среднюю Грецию.
Тем временем и несмотря на надежды российского императора Николая I завершить войну в 1828 году, исход русско-турецкой войны ожидался весной 1829 года.
Весенняя кампания русской армии была более успешной, Дибич перешёл Балаканы:Δ-148 и 7/19 августа встал перед Адрианополем и принял капитуляцию османского гарнизона.
В последовавшем Адрианопольском мирном договоре, среди 16 параграфов, параграф № 10 касался греческого вопроса, в котором Османская империя признавала Лондонские договоры 1827 и 1829 годов, что означало признание турками греческого государства:Δ-156, которое однако оставалось под османским сюзеренитетом:Δ-157.
Д. Ипсилантис действовавший на востоке Средней Греции и не имевший информации о Адрианопольском мире, одержал победу над турками в последнем сражении войны при Петре 12 (24) сентября 1829 года. 
Турецкие военачальники также не знали о окончании войны. Их более всего волновало исполнение приказа султана о переброске сил на Фракийский фронт против русских:Δ-167.
Ипсиланти был готов был пропустить турок при условии, что они передадут ему все земли от Левадии до Фермопил и реки Аламана. 12 сентября турки подписали документы:Δ-170.
Александр Ипсиланти начал войну в феврале 1821 года. Его брат Дмитрий возглавил последнее сражение этой войны, в сентябре 1829 года. Эта военная победа уже не имела значения для хода войны, в отличие от её значения для дипломатии. И. Каподистрия воспользовался документами, подписанными турками в Петре, в ходе тяжёлых переговоров при определении границ возрождённого греческого государства.

## Смерть Дентцеля

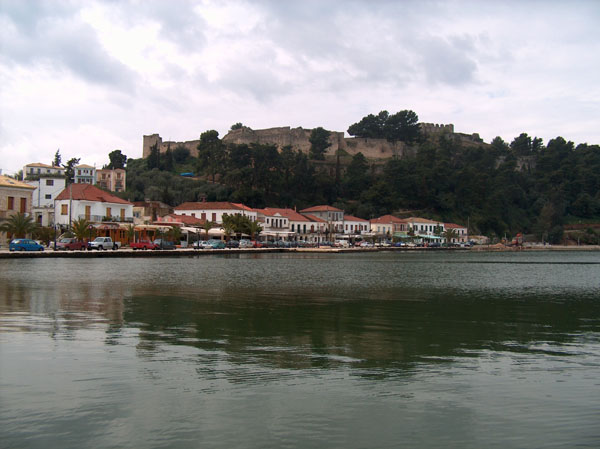
Воница сегодня

Командующий армии западной Средней Греции, генерал-майор Дентцель, разделял все трудности жизни своих бойцов и греческого населения, которые кроме невзгод войны жили в голоде и антисанитарии.
Он умер в Вонице в возрасте 43 лет после кратковременной болезни, 3/15 сентября 1829 года всего две недели после окончания войны, не дождавшись запрошенного им раннее греческого гражданства. 
Швейцарский филэллин Henri Fornèsy  
писал в своих мемуарах «Его смерть, по причине его бесстрашного характера, способностей, утонченных манер, доверия которое он вызывал во всех слоях армии, причинила большое горе его соратникам». 
Дентцель не состоял в браке и был бездетным. 
К этому времени во Франции его считали пропавшим без вести, возможно мёртвым человеком.
На его место был назначен бывший командир отряда филэллинов итальянец Vincenzo Pisa. 
Карьера Дентцеля в Греции стала известна во Франции только уже после его смерти
“Гетерия Эллинизма и Филэллинизма” в своём посвящении Дентцелю по случаю 200-летия начала Освободительной войны пишет, что генерал майор барон Jean-Chrétien Louis Dentzel был одним из самых самоотверженных филэллинов, в самое критическое (для войны) время. 
И далее: «В некоторой степени Греция обязана ему тем, что вся  Средняя Греция была включена во вновь образованное свободное государство.